# XII. Lajos francia király
XII. Lajos (Blois, 1462. június 27. – Párizs, 1515. január 1.) Franciaország királya (uralkodott 1498. április 8-ától haláláig), I. Károly orléans-i herceg és Mária klevei hercegnő fia, a Valois-ház nyolcadik királya volt. 1506-ban a rendi gyűlés a Nép Atyja (Père du peuple) címet adományozta neki.

## Az orléans-i herceg

### Családi viszonyai
Lajos a Valois-ház orléans-i hercegi ágából származott, amely V. (Bölcs) Károly kisebbik fiától, VI. (Őrült) Károly öccsétől, Orléans-i Lajostól származott. Lajos és fia, Károly herceg egyaránt komoly szerepet játszott a francia politikában, végül utóbbit az 1415-ös azincourt-i csata során az angolok elfogták, és 1440-ig angol fogságban tartották. Innen hazatérve harmadszor is megnősült, választottja III. (Jó) Fülöp burgundi herceg unokahúga, I. Adolf klevei herceg lánya, Mária lett. A párnak azonban meglehetősen későn születtek gyermekei, Lajos herceg egyetlen fia is csak 1462-ben, annak hatvannyolcadik életévében jött világra. Született még egy lányuk is, Lajos nővére, Mária, aki Foix János navarrai királyi herceghez, I. Eleonóra navarrai királynő és IV. Gaston foix-i gróf harmadszülött fiához ment feleségül. (Germána nevű lányuk szülei halála után a nagybátyja, XII. Lajos udvarában nevelkedett unokatestvérével, Candale-i Anna későbbi magyar királynéval.)
Lajos hároméves korában örökölte meg apjától az orléans-i hercegséget, és attól kezdve anyja nevelte. Ekkor még nem volt valószínű, hogy valaha is ő örökölje a trónt, mivel XI. Lajos ereje teljében volt, és öccse, a Charles herceg is élt (igaz, ő már jóval bátyja halála előtt, 1472-ben elhunyt). 1470-ben meg is született az 1483-ban VIII. Károly néven trónra lépő dauphin. A tizennégy esztendős Lajos herceggel 1476. szeptember 8-án vetették feleségül XI. Lajos kisebbik lányát, az előnytelen külsejű és feltehetően terméketlen, de igen kegyes életű, később szentté avatott Jeanne-t, aki két évvel fiatalabb volt nála; frigyük huszonkét éve alatt gyermektelen maradt.

### A bolond háború

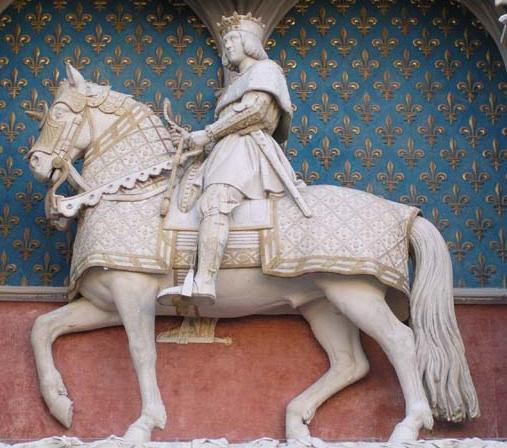
Lajos király lovasszobra a blois-i kastély bejárata felett

XI. Lajos 1483-ban bekövetkezett halálakor nem a tizenhárom éves VIII. Károly, hanem nővére, Anne és annak férje, Pierre de Beaujeu vette át régensként a hatalmat. A huszonegy éves orléans-i herceg azonban magának követelte a régensséget, és a központi hatalommal szembeszálló főnemesi szervezkedés élére állt. Ebben legfőbb szövetségese II. Ferenc, Bretagne hercege volt, aki nekiígérte zsenge korú lányát, Bretagne-i Annát feleségül – a sors fintoraként később valóban sor is került a házasságra, de addigra már Anna viselte a francia királynéi koronát. Az 1484–1488 között zajló ún. bolond háború az arisztokraták vereségével végződött. A herceg, miután hiába követelte a régensi címet, megpróbálta elrabolni a királyt, majd kudarcát követően Párizsban próbált lázítani. Sikertelenségét látva Alençonba menekült, és 1485 márciusában nyilvános bűnbánatot tartott. Ezután Orléans-ba zárkózott, ahonnan augusztus végén felkelést próbált indítani, de már szeptemberben leverték.
A novemberi egyéves fegyverszünet lejártát követően szélesebb körben kezdődött lázadás: még Habsburg Miksát is sikerült beszervezniük a résztvevőknek, 1486 júniusában indított támadását azonban visszaverték a Beaujeu-k, akik rövidesen Guyenne-ban is felszámolták a mozgalmat. Az orléans-i herceg 1487 nyarán sikeresen el tudott menekülni a királyi hadak elől Bretagne-ba, mire 1488. január 20-án a bretagne-i herceggel együtt felségsértés vétségében elítélte őket a párizsi parlament, és áprilisban Lajos vagyonának elkobzását is kimondták. A mozgalomnak végül a Saint-Aubin-du-Cormier-i csata vetett véget 1488. július 28-án, melynek során az orléans-i herceget elfogták. Lajost bebörtönözték, és csak 1491-ben kegyelmezett meg neki a hatalmat személyesen átvevő VIII. Károly.

### VIII. Károly oldalán
A Beaujeu-k hatalomból való kiszorulását követően nem csak szabadságát nyerte vissza, hanem a király udvarának befolyásos tagjává vált. Támogatta koronás rokona itáliai vállalkozásának terveit is, és az 1494–1496 közötti hadműveletekben fontos szerepet játszott. A fősereg érkezése előtt egy franciákból és szövetséges milánóiakból álló haderő élén visszaverte a Genovánál partra szálló aragónokat, és bevette a fontos kikötővárost, majd a hátországot biztosítandó Lombardiában maradt, míg Károly Firenzén és Rómán keresztül egészen Nápolyig tört előre. Amikor az addig szövetséges Ludovico Sforza és VI. Sándor pápa összefogott a Velencei Köztársasággal, I. Miksa német-római császárral és II. Ferdinánd aragóniai királlyal, megkötve a velencei ligát, Lajos herceg komolyabb erőfeszítés nélkül elfoglalta a Milánóhoz tartozó Novara városát (1495. június 10.), de nem nyomult tovább előre. A városból 5500, zömmel svájci katonájával csak az októberi fegyverszünetet követően vonult ki. Bár Károly igyekezett visszatérni Itáliába, az orléans-i herceg akadályozta tervének végrehajtását, így Nyájas Károly 1498-ban anélkül halt meg, hogy bosszút állhatott volna kudarcáért.

## A király

### A milánói igény
Mivel Nyájas Károly minden gyermeke csecsemőként halt meg, az orléans-i herceg örökölte a francia trónt XII. Lajos néven. Politikája homlokterében a tanácsadói – különösen Georges d’Amboise roueni érsek, Charles d’Amboise marsall nagybátyja – által is támogatott itáliai terjeszkedés állt, azonban ez az ő esetében nem pusztán a nápolyi trónigényt jelentette. Apai nagyanyja ugyanis Valentina Visconti, Gian Galeazzo Visconti milánói herceg leánya volt. A Visconti-famíliát azonban 1447-ben népi felkelés buktatta meg Milánóban, amelyet I. Francesco Sforza, egy zsoldosvezér számolt fel, maga számára megszerezve a hercegségét. XI. Lajos, majd Ludovico herceg 1495-ös pálfordulásáig VIII. Károly egyaránt baráti viszonyt ápolt a Sforzákkal, de a trónra lépő XII. Lajos azonnal bejelentette trónigényét a milánói trónra, mint jogos örökös.
Lajos igyekezett gondosan előkészíteni az expedíciót, ennek érdekében megnyerte a maga számára VI. Sándor pápa jóindulatát: törvénytelen fiát, Cesare Borgiát Valentinois hercegévé nevezte ki, mire a pápa felbontotta Lajos és Johanna házasságát, hogy az utóbbi feleségül vehesse Károly özvegyét, a bolond háború során egyszer már neki ígért Bretagne-i Annát; egyúttal Georges d’Amboise is bíborosi kalapot kapott. Sforza ellenében a Milánói Hercegség területei megosztása fejében a Velencei Köztársaság is csatlakozott a franciákhoz, akik a híres svájci zsoldosokra is támaszkodhattak. Lajosnak még I. Miksa német-római császár semlegességét is sikerült biztosítania.

### Sikerek Itáliában

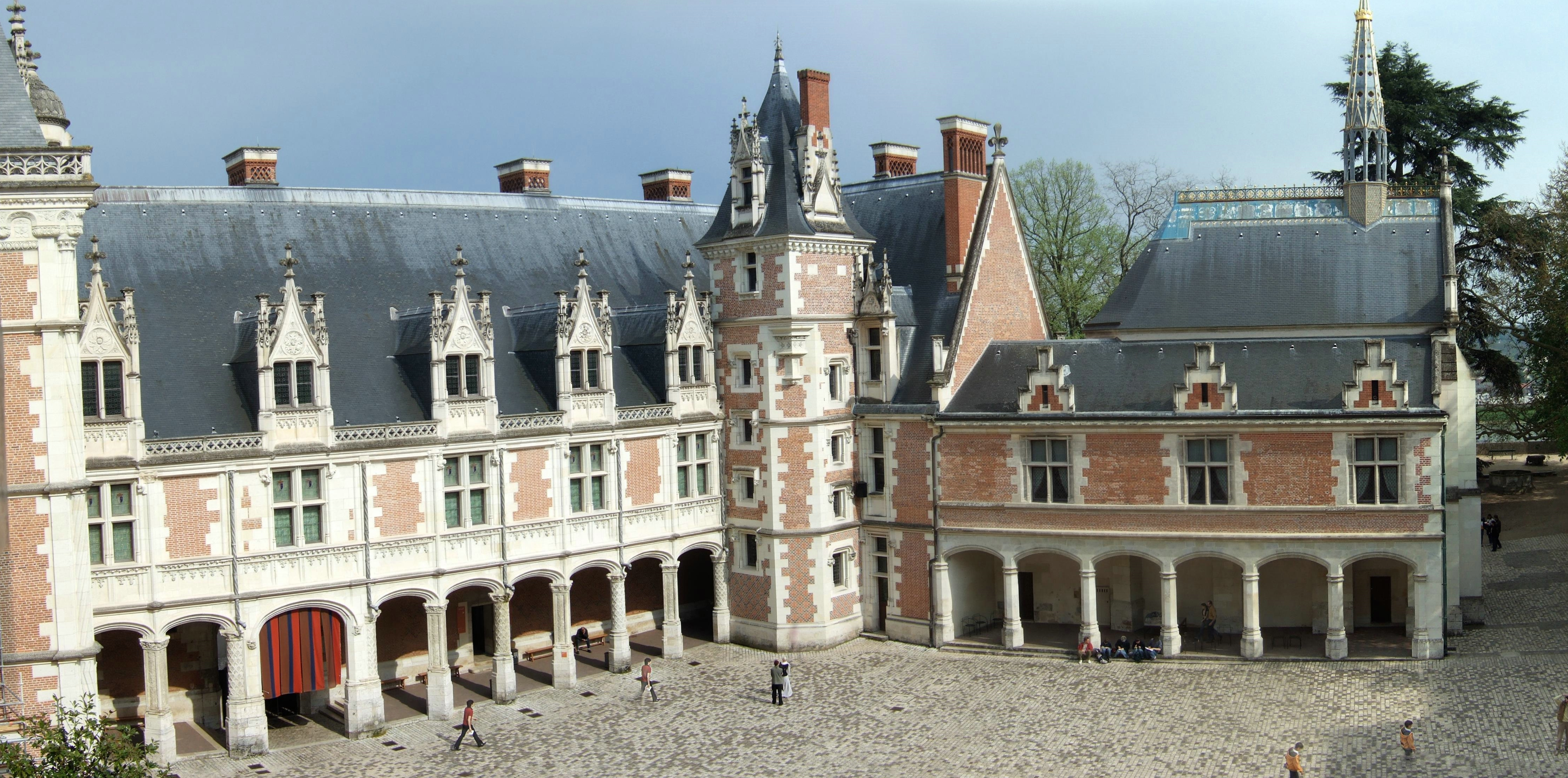
A blois-i kastély XII. Lajos-szárnya

A franciák végül 1499 augusztusában lendültek támadásba Gian Giacomo Trivulzio milánói zsoldosvezér irányítása alatt, és októberre elfoglalták a hercegség területét. Ludovico elmenekült, de 1500 februárjában német és svájci zsoldosok élén visszafoglalta székvárosát. Sikere nem volt tartós: a várost már márciusban fel kellett adnia, ráadásul svájci katonáinak árulása következtében áprilisban Novara mellett elfogták a II. Louis de La Trémoille vezette franciák. Ludovicót (a velencei követ híradása szerint) vasketrecben szállították előbb Lys-Saint-Georges, majd Loches várbörtönébe, ahol 1508-ban halt meg.
A herceg viszonylag könnyű legyőzésével azonban nem értek véget a gondok, noha XII. Lajos egyenesen keresztes hadjáratot is indított az Égei-tenger vidékére az Oszmán Birodalom ellen, Velencével szövetségben (1499–1501), ez a hadjárat azonban csak „elterelő hadművelet” volt, mivel XII. Lajos 1500. november 11.-én a titkos granadai szerződésben Aragóniai Ferdinánddal is megállapodott a Nápolyi Királyság felosztásáról. Ennek értelmében spanyol kézbe került (az 1496 óta megszállva tartott Szicília mellett) Apulia és Calabria is, XII. Lajosé lett Nápoly, Campania, Gaeta, a Terra di Lavoro, Abruzzo és Campobasso. A közös spanyol–francia offenzívának IV. Frigyes nápolyi király nem tudott ellenállni, és 1501. szeptember 26-án Nápoly kapitulált.

### Nápoly elvesztése
Ferdinánd Nápolyban nem elégedett meg a területi felosztással a franciákkal, hanem tehetséges hadvezére, Gonzalo Fernández de Córdoba vezetésével újabb területeket próbált elragadni. 1502-ben háború tört ki. Súlyosbította XII. Lajos helyzetét, hogy 1503-ban meghalt VI. Sándor pápa, mire Cesare Borgia Nápolyba menekült, ahol önálló hatalomra tört – ráadásul Sándor utódjául nem a címre szintén pályázó d’Amboise-t, hanem a korábbi pápák nagy ellenfelét, II. Gyulát választották meg.
A lovagias francia hadvezérek, mint La Trémoille vagy Pierre Terrail de Bayard lovag számos hőstettet hajtottak végre a háború során, de sem ez, sem a roussilloni elterelő támadásuk nem volt elegendő az aragónok megállítására. Louis d’Armagnac-Nemours herceg, a nápolyi francia alkirály kénytelen volt feladni Nápolyt, majd a cerignolai vereség során, 1503. április 28-án maga is elesett. A gariglianói csata is francia vereséggel végződött december 29-én, és 1504. január 1-jén Gaetát is feladták Lajos erői. Lajos az 1504 februárjában kötött lyoni fegyverszüneti szerződésben kénytelen volt elismerni Ferdinándot az egész Szicíliai Királyság urának. A király végül méltóságát megőrizve, elegáns módon tudta lezárni a nápolyi ügyet: a nemrég megözvegyült Ferdinánd 1505-ben a király húgának lányát, Foix-i Germaine-t vette feleségül, és mintegy 900 000 aranytallér lefizetése fejében, „hozomány gyanánt” átadta neki mindennemű jogát a szicíliai trónra vonatkozóan (blois-i szerződés).

### Belső viszálykodás

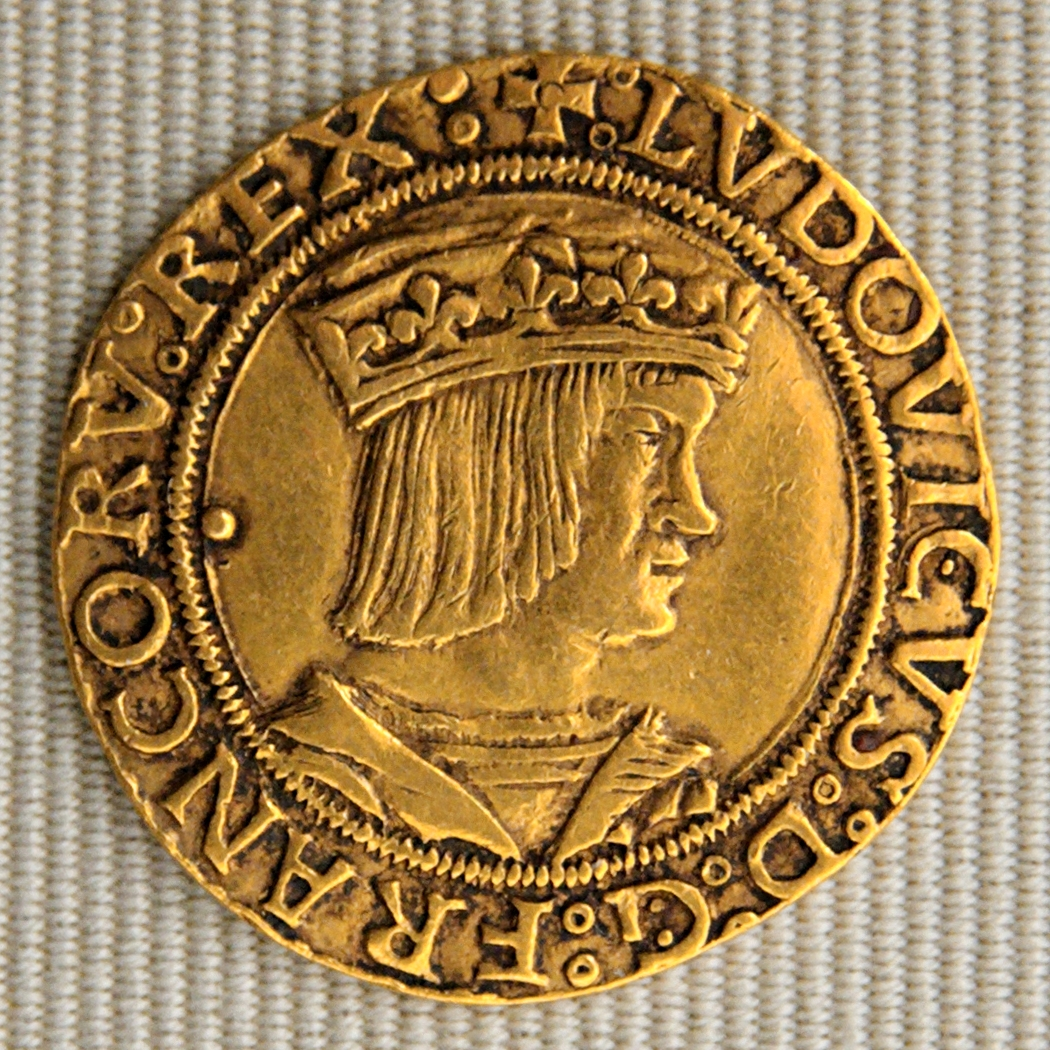
XII. Lajos testonja (1514-es próbaveret)

A Nápolyból kiszoruló XII. Lajos az elkövetkező néhány évben belügyekkel volt kénytelen foglalkozni – már csak hosszú, súlyos betegsége miatt is (1504–1505). Udvarában intrikus légkör alakult ki, melynek főszereplője Anna királyné volt. A bretagne-i hercegnő ugyanis nem tudott fiúgyermeket szülni új férjének, ezért mindjobban felértékelődött annak legközelebbi rokonának, a kiskorú angoulême-i grófnak, a későbbi I. Ferencnek a helyzete, akinek támogatói körét erős akaratú édesanyja, Savoyai Lujza irányította.
Lajos azt tervezte, hogy lányát, Klaudiát Ferenchez adja feleségül, aki így végleg megszerezhette Bretagne-t. Anna azonban ezt nem akarta, ehelyett Miksa császár unokáját, a későbbi V. Károly német-római császárt akarta összeházasítani a hercegnővel – ezt 1504 szeptemberében három blois-i szerződésben rögzítették is. Klaudia hozományul nem csak Bretagne-t, hanem vele együtt Burgundia francia maradékait, Blois-t, illetve az itáliai Astit, Milánót és Genovát is átadta volna Károlynak, az aragóniai és kasztíliai trón várományosának. A Franciaországra nézve beláthatatlan következményekkel járó eljegyzést azonban az időközben kigyógyuló, jobb belátásra tért király az 1506-os rendi gyűléssel felbontatta, és örököséül Ferencet jelölte meg.

### A cambrai-i liga
Az öröklést elrendezve és az udvari pártoskodáson egy időre túllépve a felgyógyult király 1506-tól ismét gondolhatott az itáliai szerepvállalásra, különösen úgy, hogy az immár vejévé előlépett Aragóniai Ferdinánd is kereste a szövetségét (savonai találkozó, 1507). Az 1507-es genovai felkelést Lajosnak könnyedén sikerült levernie, és az aragón–francia szövetségtől tartó II. Gyula pápa jobbnak látta nem szembeszállni egyik ellenféllel sem, ehelyett felhasználta erőiket a mind több egyházi területet elfoglaló Velencei Köztársaság ellen. 1508. december 10-én Habsburg Miksa, Aragóniai Ferdinánd és XII. Lajos megkötötte a pápával a cambrai-i ligát. Nagyrészt a francia fegyverek érdeme volt az 1509. május 14-én elért agnadellói diadal és a többi további velencei vereség.

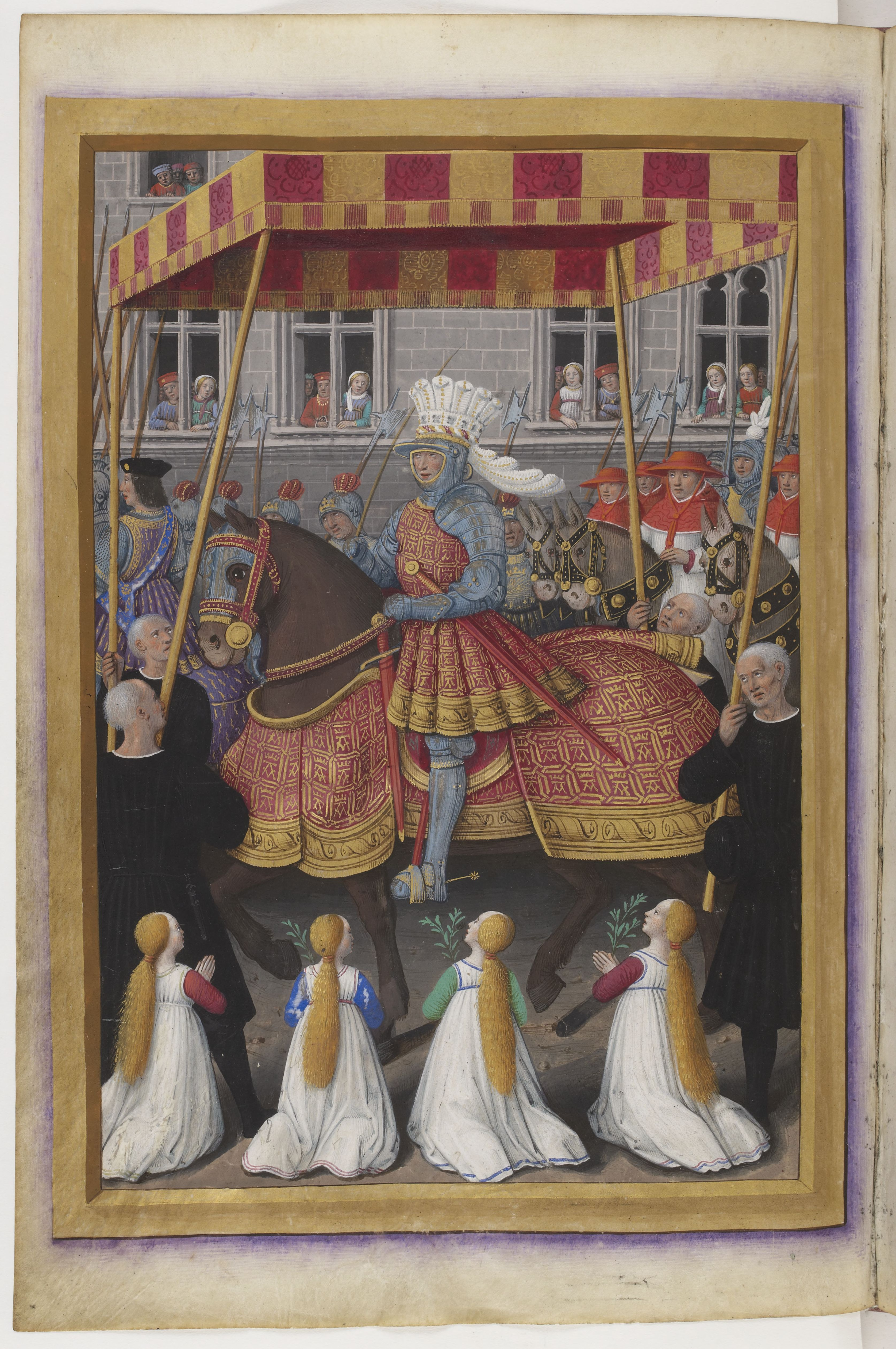
XII. Lajos Genovában. Jean Bourdichon illusztrációja Jean Marot Genovai utazás című művéből (1508)

### Itália feladása
Lajosnak azonban keservesen csalódnia kellett a pápában. Gyula nemhogy honorálta volna segítségét, de még le is paktált Velencével, amely 1510-től kezdve fokozatosan kezdte visszahódítani területeit. Ezt látva Lajos bevette Bolognát, és zsinatot hívott össze Pisában, amelyen az önállóságát féltő Gyula nem csak, hogy nem jelent meg, de még ki is átkozta a résztvevőit. 1511. október 5-én jött létre Aragónia, Velence, a franciáktól elfordított svájciak és a pápai állam részvételével a Szent Liga, amelynek Franciaország kiszorítása volt a célja. XII. Lajos seregeit tehetséges unokaöccse, Gaston de Foix-Nemours vezette, számos szép diadalt aratva: felmentette Bolognát, visszahódította Bresciát, majd megostromolta Ravennát, és formabontó taktikával visszaverte a felmentő sereget. A ravennai ütközetben azonban életét vesztette (1512. április 11.).
A francia sikersorozat ezzel végéhez ért. Júniusban Jacques de La Palice már kénytelen volt evakuálni a Milánói Hercegséget, ahol decemberben trónra tették Ludovico Sforza fiát, Massimiliano Sforzát. 1512. november 19-én Miksa császár is átállt a Szent Liga oldalára, amihez rövidesen VIII. Henrik angol király is csatlakozott. Franciaország támadóból megtámadottá vált: Flandriát Miksa, Navarrát Ferdinánd, Burgundiát a svájciak fenyegették, és 1513. július 1-jén az angolok is partra szálltak Calais-nál. VIII. Henrik és Miksa császár seregei augusztus 16-án súlyos vereséget mértek a francia haderőre a guinegatte-i ütközetben, ahol még La Palice marsall is fogságba esett.
XII. Lajos szerencséjére 1513 februárjában meghalt II. Gyula, és a békülékeny X. Leó lett az utódja, ráadásul Bretagne-i Anna is elhunyt 1514. január 9-én, leegyszerűsítve az udvar működését. A francia uralkodó és az egyházfő 1514 januárjában hivatalosan is kibékült, és rövidesen Velencével és Aragóniával is megköttetett a fegyverszünet. A Dijont ostromló svájciaktól La Trémoille vásárolta meg a békét szeptember 14-én, a király nevében lemondva minden itáliai igényéről. VIII. Henrik a békekötéssel párhuzamosan egyenesen szövetségre lépett Lajossal, akihez ezt megpecsételendő hozzáadta húgát, a korábban Habsburg Károllyal eljegyzett Mária hercegnőt (1514. október 9.).

## Lajos halála és örökösödése

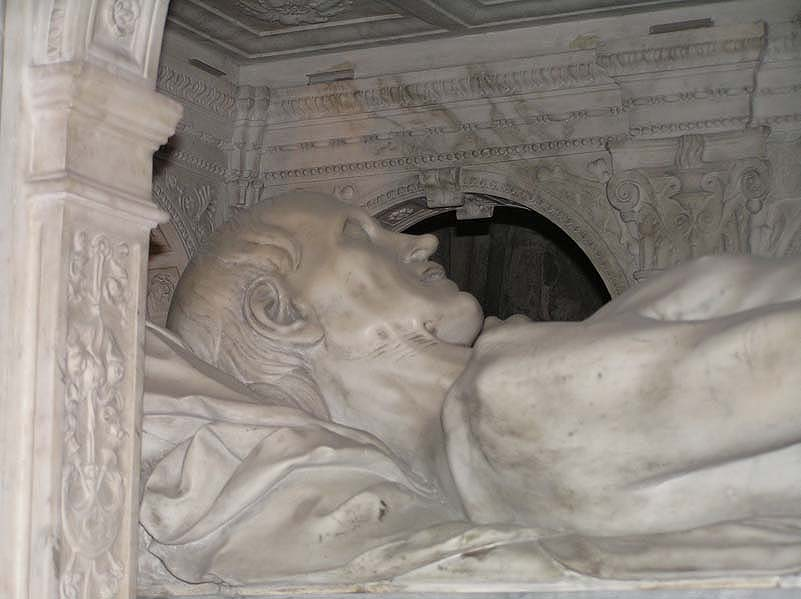
XII. Lajos gisant-ja Saint-Denis-ben

XII. Lajos fő külpolitikai ambíciója uralkodása végére teljes kudarcot vallott, és végeredményben csak pénzpocsékolásnak bizonyult, de legalább országa épségét sikerült megőriznie azelőtt, hogy az komolyabb károkat szenvedett volna. Az ötvenkét esztendős uralkodót Párizsban érte a halál 1515. január 1-jén. A Saint-Denis-bazilikában temették el; Bretagne-i Annával közös gisant-ja mindmáig itt látható. Fia nem lévén, utódja végül Ferenc angoulême-i gróf, XII. Lajos apai nagyapjának kisebbik fiától származó dédunokája, azaz Lajos unokatestvérének fia lett, aki Bretagne-i Anna halálát követően, 1514-ben elvette a király lányát, Klaudiát. A Valois-ház 1589-ben bekövetkező kihalásáig ennek az ágnak az utódai uralkodtak Franciaországban.

## Házasságai, utódai
Lajos háromszor nősült élete során. Első feleségét kényszerből vette el: XI. Lajos és Savoyai Sarolta francia királyné lánya, Johanna még herceg korában, 1476. szeptember 8-án lett a felesége. A frigyből – valószínűleg Johanna terméktelensége miatt – nem született gyermek. VIII. Károly és Bretagne-i Anna házassági szerződése előírta, hogy amennyiben nem születne fiuk, úgy Annának – Bretagne trónhoz kötésének érdekében – a király utódjához kell feleségül mennie, ezért Lajos kérte VI. Sándor pápát az amúgy is gyümölcstelen frigy felbontására. A pápa ebbe beleegyezett, Johanna pedig Berry hercegnőjeként halt meg 1505-ben, közben megalapítva az Annunciáta-nővérek ferences rendi kongregációját.
Bretagne-i Anna – II. François bretagne-i herceg és Marguerite de Foix navarrai hercegnő lánya – és Lajos házassága Nantes városában köttetett meg 1499. január 9-én, és Anna pontosan tizenöt év múlva, 1514. január 9-én bekövetkezett haláláig tartott. A királyi párnak 9 gyermeke született, ám csak két leány érte meg közülük a felnőttkort:
- Claude (1499–1524), bretagne-i hercegnő, 1514-től Ferenc angoulême-i gróf, 1515-től francia király felesége;
- Renée (1510–1575), chartres-i hercegnő, 1528-tól II. Ercole d’Este ferrarai, modenai és reggiói herceg felesége.

Az ötvenkét éves Lajos 1514. október 9-én vette feleségül VII. Henrik angol király és Yorki Erzsébet lányát, a nála harmincnégy évvel fiatalabb Tudor Máriát. Rövid házasságuk alatt Mária nem esett teherbe (sőt, állítólag el sem hálták a házasságot Lajos sorozatos betegeskedése miatt), és már 1515 tavaszán hazatért fivéréhez, VIII. Henrikhez, miután titokban házasságot kötött Charles Brandon suffolki herceggel, Henrik fiatalkori jóbarátjával.